# Talaridris mandibularis
Talaridris mandibularis – gatunek mrówek z podrodziny Myrmicinae, jedyny przedstawiciel rodzaju Talaridris. Występuje w Ameryce Południowej.